# Wolfgang Vogel (Rechtsanwalt)
Wolfgang Heinrich Vogel (* 30. Oktober 1925 in Wilhelmsthal, Kreis Habelschwerdt, Provinz Niederschlesien; † 21. August 2008 in Schliersee) war Rechtsanwalt in der DDR, Organisator des ersten Agentenaustausches (1962) im Kalten Krieg und später Unterhändler der DDR beim Freikauf politischer Gefangener durch die Bundesregierung.

## Leben
Wolfgang Vogel wuchs in einem katholischen Elternhaus auf; sein Vater war Lehrer. Von 1932 bis 1944 besuchte er die Schule und leistete anschließend seinen Reichsarbeitsdienst in Zobten ab. Dann begann er eine Ausbildung zum Navigationslehrer und war vom 1. März 1944 bis zum 30. Januar 1945 bei der Luftwaffe. Nach dem Ende des Zweiten Weltkriegs und der Vertreibung aus der schlesischen Heimat siedelte die Familie nach Jena um. An der Jenaer Universität begann er mit dem Studium der Rechtswissenschaften und wechselte 1946 an die Universität Leipzig, wo er 1949 das Erste Staatsexamen ablegte.
Anschließend absolvierte Vogel ein Referendariat am Amtsgericht Waldheim, wo er seinen Vorgesetzten und Mentor Rudolf Reinartz kennenlernte, der in das DDR-Justizministerium wechselte und Vogel als Referenten dorthin mitnahm. Am 18. September 1952 bestand Vogel vor einer Staatlichen Prüfungskommission (Justizprüfungsamt) in Ost-Berlin das zweite Staatsexamen. In der Folge arbeitete Vogel als Oberreferent in der Abteilung Gesetzgebung des Ministeriums. Justizminister Max Fechner wurde nach dem Aufstand des 17. Juni 1953 gestürzt und inhaftiert. Reinartz floh nach West-Berlin; er spielte Vogel einen Brief zu, in dem er ihn zu einem Treffen in West-Berlin einlud. Vogel übergab den Brief dem MfS und wurde in der Folge zunächst als „GI Eva“ angeworben. Dennoch blieb er von der „Säuberung“ des Justizministeriums unter Hilde Benjamin nicht verschont und musste es 1954 verlassen. Durch Unterstützung des späteren Generalstaatsanwalts Josef Streit wurde er 1954 als Anwalt in das Rechtsanwaltskollegium von Groß-Berlin aufgenommen und praktizierte in Ost-Berlin. Drei Jahre später wurde er auch an den West-Berliner Gerichten zugelassen. Im Jahr 1961 gelang es Vogel, den ersten Agentenhandel des Kalten Krieges zu organisieren. Bei diesem Agentenaustausch wurde am Morgen des 10. Februar 1962 auf der Glienicker Brücke in Potsdam der über der Sowjetunion abgeschossene US-Spionagepilot Francis Gary Powers gegen den enttarnten KGB-Oberst Rudolf Abel ausgetauscht.
Danach begann für Wolfgang Vogel eine beispiellose Karriere. Bis zum Fall der Berliner Mauer war er an der Freilassung von 150 Agenten aus 23 Ländern beteiligt. Zu den Freigelassenen zählte unter anderem Günter Guillaume, Spion bei Bundeskanzler Willy Brandt. Daneben spielte Vogel auch eine zentrale Rolle beim so genannten Häftlingsfreikauf, bei dem die Bundesrepublik im Laufe der Jahre 33.755 politische Häftlinge freikaufte. Vogel, ab den 1970er-Jahren offiziell Beauftragter des DDR-Staatsratsvorsitzenden Erich Honecker für humanitäre Fragen, arbeitete eng mit den Bundesregierungen unter Willy Brandt, Helmut Schmidt und Helmut Kohl zusammen, ebenso mit den beiden großen christlichen Kirchen in der Bundesrepublik sowie vor allem mit dem damaligen SPD-Fraktionsvorsitzenden Herbert Wehner; er wirkte bei der Ausreise von 215.019 DDR-Bürgern im Wege der Familienzusammenführung maßgeblich mit.
Im Sommer und Herbst 1989 spielte Vogel eine wichtige Rolle bei den Vorgängen in der Prager Botschaft, zuvor schon unter anderem in der Ständigen Vertretung der Bundesrepublik Deutschland in Ostberlin und in deren Botschaft in Budapest. Unterstützt wurde er dabei von Gregor Gysi. Die Angebote, die er den Botschaftsflüchtlingen unterbreiten konnte, wurden teils begeistert angenommen, teils wütend zurückgewiesen.
Nach dem Mauerfall wurde Vogel im Dezember 1989 kurzzeitig festgenommen. Die Staatsanwaltschaft der DDR warf ihm „verbrecherische Erpressung“ ausreisewilliger DDR-Bürger vor. Daraufhin legte Vogel sein Mandat zur Verteidigung von Alexander Schalck-Golodkowski nieder. Als Erich Honecker angeklagt wurde, war Vogel dessen Verteidiger; er legte dieses Mandat jedoch im Oktober 1990 nieder. Nach der Wiedervereinigung verzichtete er auf eine Zulassung als Anwalt. Es häuften sich in der folgenden Zeit die Vorwürfe, Wolfgang Vogel sei Stasi-Informant gewesen. 1992 wurde bekannt, dass Vogel in den 1950er Jahren als Geheimer Informator (GI) unter dem Decknamen „Eva“ und später als Geheimer Mitarbeiter „Georg“ vom Ministerium für Staatssicherheit (MfS) geführt worden war; die Akte war jedoch 1957 geschlossen und als gesperrte Ablage archiviert worden. Sein MfS-Führungsoffizier, Heinz Volpert, blieb bis zu dessen Lebensende sein Vertrauter und Kontaktmann beim MfS. Vogel arbeitete auch nach der Schließung des Stasi-Vorganges eng mit ihm zusammen. Am 13. März 1992 wurde er deshalb festgenommen.
Im August 1992 räumte Vogel ein, zeitweise inoffiziell für das MfS gearbeitet zu haben. Vom Vorwurf der Erpressung ausreisewilliger DDR-Bürger wurde Vogel 1998 vom Bundesgerichtshof freigesprochen. Während des Prozesses erhielt Vogel Unterstützung von Helmut Schmidt und Hans-Dietrich Genscher. Er selbst gab zu den Vorwürfen einmal folgenden Kommentar ab: „Meine Wege waren nicht weiß und nicht schwarz. Sie mussten grau sein.“
In diesem Zusammenhang wurde auch bekannt, dass Vogel im Westen wie im Osten sehr gut verdient hatte. Bonn zahlte ihm für humanitäre Aktivitäten zuletzt eine Jahrespauschale von etwa 320.000 DM. Hinzu kamen Einkünfte durch den juristischen Beistand für DDR-Häftlinge – bis zu einer Million DM jährlich. Diese Summen brauchte er nicht zu versteuern.

## Familie
Im April 1946 heiratete Wolfgang Vogel in erster Ehe Eva Anlauf, mit der er die Kinder Manfred und Lilo hatte. 1966 wurde die Ehe geschieden. Seit 1974 war Vogel in zweiter Ehe mit Helga Fritsch verheiratet. Sie stammte aus Essen, wollte ursprünglich einen Freund aus der DDR freikaufen lassen, siedelte aber, nachdem sie Vogel 1968 kennengelernt hatte, 1969 in die DDR über. Sie arbeitete als Sekretärin in Vogels bekannter Kanzlei in der Reiler Straße 4 in Berlin-Marzahn. Das Ehepaar Vogel lebte nach der Wende bis zum Tod Wolfgang Vogels in Schliersee (Bayern).

## Auszeichnungen
- 1969 Dr. jur. h. c. (Akademie für Staats- und Rechtswissenschaft „Walter Ulbricht“ in Potsdam-Babelsberg).
- 1975 Vaterländischer Verdienstorden der DDR in Gold.
- 1985 Professor für Strafprozessrecht (Akademie für Staats- und Rechtswissenschaften „Walter Ulbricht“ in Potsdam-Babelsberg).
- Zudem wurde Wolfgang Vogel mit hohen Orden aus der Sowjetunion, Schweden und Österreich geehrt.[9]

## Film
- Wolfgang Vogel – Der DDR-Anwalt mit dem goldenen Mercedes. Regie: Nina Koshofer. Länge: 45 min. Erstausstrahlung 2014.
- Wir sind doch kein Hotel – Fluchtort Botschaft. Regie: Inge Albrecht. Länge: 60 min. Deutsche Film und Fernsehakademie / WDR. Erstausstrahlung 1997 – unter anderem Gespräch mit beteiligten Flüchtlingen und den Politikern Hans Otto Bräutigam und Ludwig A. Rehlinger sowie dem Unterhändler der DDR Wolfgang Vogel
- Verriegelte Zeit. Regie: Sibylle Schönemann. Länge: 94 min. alert Film GmbH / DEFA-Studio für Dokumentarfilme / SFB. 1990 – die Regisseurin trifft Vogel, der 1985 ihren Freikauf von der DDR verhandelte
- In Steven Spielbergs Historiendrama Bridge of Spies – Der Unterhändler wird er von Sebastian Koch verkörpert.